# Крістіан Кост
Крістіан Кост (фр. Christian Coste, нар. 23 лютого 1949, Сен-Кристоль-лез-Алес) — французький футболіст, що грав на позиції нападника, зокрема за «Лілль» та національну збірну Франції.
По завершенні ігрової кар'єри — тренер.

## Клубна кар'єра
У дорослому футболі дебютував 1968 року виступами за команду «Галлія Люнель», в якій провів один сезон. 
Згодом з 1969 по 1974 рік грав у складі команд «Олімпік» (Алес) та «Сет».
Своєю грою за останню команду привернув увагу представників тренерського штабу «Лілля», до складу якого приєднався 1973 року. Відіграв за команду з Лілля наступні чотири сезони своєї ігрової кар'єри. Більшість часу, проведеного у складі «Лілля», був основним гравцем атакувальної ланки команди та одним із її головних бомбардирів, маючи середню результативність на рівні 0,52 гола за гру першості.
Протягом 1977—1982 років захищав кольори «Реймса», «Лаваля» та «Тонона».
Завершив ігрову кар'єру у швейцарському «Шенуа», де був граючим тренером протягом 1982—1984 років.

## Виступи за збірну
1974 року дебютував в офіційних матчах у складі національної збірної Франції. Протягом наступних двох років провів у її формі 5 матчів, забивши 2 голи.

## Кар'єра тренера
Розпочав тренерську кар'єру, ще продовжуючи грати на полі, 1982 року, очоливши тренерський штаб клубу «Шенуа» як граючий тренер.
Протягом 1984–1985 років тренував іншу швейцарську команду, «Мерен», після чого отримав запрошення до «Парі Сен-Жермен», тренерський штаб якого очолював лише до приходу Жерара Ульє пізніше того ж року. Протягом наступних двох років залишався у паризькому клубу як асистент останнього.
Згодом знову тренував швейцарський «Мерен», а також французький «Ансі».